# John Hawkwood
John Hawkwood (1320 – 1394) var en engelsk lejesoldat i det 14. århundrede i Italien. For Jean Froissart, en fransk samtidig kronikør var han kendt som Haccoude - "en meget modig ridder", bemærker Froissart. I Italien var han kendt som Giovanni Acuto. Hawkwood tjente først paven og derefter forskellige fraktioner i Italien i over 30 år.
Hawkwodds opvækst og ungdom er dårligt dokumenteret og det er ukendt hvordan han blev soldat. En beretning siger han var næstældste søn af en garver i Sible Hedingham i Essex for så at blive lærling i London. Andre beretninger siger han var en skrædder før han blev soldat. 
Hawkwood gjorde tjeneste i hundredårskrigen i den engelske hær i Frankrig under Edvard 3. af England. I følge nogle kilder skal han have kæmpet i slagene ved Crécy og Poitiers, men dette er ikke bevist. Nogle kilder siger han blev adlet af Edvard 3. eller af Edvard, den sorte prins, men det kan og være at Hawkwood bare tog adelstitlen. Hans tjeneste i den engelske hær ophørte efter fredsaftalen i Brétigny i 1360. Herefter samler han sammen med Albert Sterz en skare af lejesoldater, der havde mistet ansættelse ved fredsaftalen i en af de berygtede grandes compagnies, der drog rundt i Frankrig og røvede og plyndrede. Hawkwoods og Sterz'compagnie hed Den Hvide Falks Kompagni. I november 1362 forlader de Frankrig og drager plyndrende ind i Italien og lader sig hverve som lejehær af Giovanni II del Monferrato mod Milano's hersker, Galeazzo II Visconti, og siden mod greven af Savoyen. I 1364 opløses kompagniet. Hawkwood ville blive i Pisa og gendannede Det Hvide Kompagni med op til 5.000 mand og lader sig hverve af Pisa og kæmpede flere gange mod Pisas fjende Firenze. I 1378 lod han sig hverve af Firenze.I 1387 skiftede han over til herrerne over Carrara for at slås mod Verona. I 1390 var han tilbage i Firenzes sold og slog Visconti-tropperne tilbage.